# Schistostegaceae
Schistostegaceae là một họ rêu trong bộ Dicranales.